# Aspilota chanka
Aspilota chanka är en stekelart som beskrevs av Sergey A. Belokobylskij 2007. Aspilota chanka ingår i släktet Aspilota och familjen bracksteklar. Inga underarter finns listade.